# Постминимализам
Постминимализам није уметнички правац у најужем смислу речи, већ је више тенденција уметника, који користе минимализам као естетску или концептуалну референцу, полазну тачку у стварању. Дела настала у постминимализму се понекад поистовећују са концептуалном уметношћу, а тај неретко присутан концептуални елемент је управо оно што разликује постминимализам од минимализма. 
Најпознатији уметници, чија се дела најчешће поистовећују са постминимализмом, су:
- Том Фридман (Tom Friedman)
- Феликс Гонзалес-Торес (Felix Gonzalez-Torres)
- Мона Хатоум (Mona Hatoum)
- Ева Хесе (Eva Hesse)
- Демијен Хрст (Damien Hirst)
- Аниш Капур (Anish Kapoor)
- Волфганг Лаиб (Wolfgang Laib)
- Брус Нојман (Bruce Nauman)
- Габријел Ороско (Gabriel Orozco)
- Демијен Ортега (Damian Ortega)
- Мартин Перјир (Martin Puryear)
- Чарлс Реј (Charles Ray)
- Џоел Шапиро (Joel Shapiro)
- Кит Сонијер (Keith Sonnier)
- Ричард Татл (Richard Tuttle)
- Рејчел Вајтред (Rachel Whiteread)
- Хана Вилке (Hannah Wilke).